# E3 Harelbeke 2016
La E3 Harelbeke 2016, cinquantanovesima edizione della corsa, valida come sesta prova del calendario UCI World Tour 2016, si svolse il 24 marzo 2016 nelle Fiandre, Belgio, per un percorso di 206 km.
Fu vinta dal polacco Michał Kwiatkowski, che giunse al traguardo in 4h49'34" alla velocità media di 42,68 km/h, davanti allo slovacco Peter Sagan, giunto secondo a 3".

## Percorso
Sono 206 km, con partenza e arrivo ad Harelbeke, che seguono le stradine delle Fiandre, piene di tranelli e insidie. Quest'anno scende il numero di muri, da 17 a 15, ma il finale ricalca in pratica quelle delle scorse edizioni.
Di questi 15 muri, 7 sono in pavé, a cui si aggiungono 4 settori piastrellati, ma ancora in pianura. Uno sforzo che selezionerà via via il gruppo e i contendenti nella migliore tradizione del Nord, ma che troverà il suo clou sul passaggio su Paterberg e Oude Kwaremont, a circa 40 km dal traguardo. Da lì mancherà due soli muri, il Karnemelkbeekstraat e il Tiegemberg, che però non presentano le pietre, ma che soprattutto l'ultimo può fungere da trampolino di lancio per chi ne avesse di più visto che alla E3 Arena, sede del traguardo, mancheranno soli 19 chilometri, quattro in meno rispetto a 12 mesi fa.

## Squadre e corridori partecipanti
Prendono parte alla competizione 25 squadre: oltre alle 18 formazioni con licenza UCI World Tour, partecipanti di diritto, sono state invitate 7 squadre UCI Professional Continental, Bora-Argon 18, Direct Énergie, Fortuneo-Vital Concept, Roompot Oranje Peloton, Southeast-Venezuela, Topsport Vlaanderen-Baloise e Wanty-Groupe Gobert.
| N.      | Cod. | Squadra                     |
| ------- | ---- | --------------------------- |
| 1-8     | TNK  | Tinkoff                     |
| 11-18   | EQS  | Etixx-Quick Step            |
| 21-28   | LTS  | Lotto-Soudal                |
| 31-38   | ALM  | AG2R La Mondiale            |
| 41-48   | AST  | Astana Pro Team             |
| 51-58   | BMC  | BMC Racing Team             |
| 61-68   | CPT  | Cannondale Pro Cycling Team |
| 71-78   | FDJ  | FDJ                         |
| 81-88   | IAM  | IAM Cycling                 |
| 91-98   | LAM  | Lampre-Merida               |
| 101-108 | MOV  | Movistar Team               |
| 111-118 | OGE  | Orica-GreenEDGE             |
| 121-128 | DDD  | Team Dimension Data         |

| N.      | Cod. | Squadra                     |
| ------- | ---- | --------------------------- |
| 131-138 | TGA  | Team Giant-Alpecin          |
| 141-148 | KAT  | Team Katusha                |
| 151-158 | TLJ  | Team Lotto NL-Jumbo         |
| 161-168 | SKY  | Team Sky                    |
| 171-178 | TFS  | Trek-Segafredo              |
| 181-188 | TSV  | Topsport Vlaanderen-Baloise |
| 191-198 | WGG  | Wanty-Groupe Gobert         |
| 201-208 | BOA  | Bora-Argon 18               |
| 211-218 | DEN  | Direct Énergie              |
| 221-228 | FVC  | Fortuneo-Vital Concept      |
| 231-238 | ROP  | Roompot Oranje Peloton      |
| 241-248 | STH  | Southeast-Venezuela         |

## Ordine d'arrivo (Top 10)
| Pos. | Corridore          | Squadra      | Tempo    |
| ---- | ------------------ | ------------ | -------- |
| 1    | Michał Kwiatkowski | Sky          | 4h49'34" |
| 2    | Peter Sagan        | Tinkoff      | a 3"     |
| 3    | Ian Stannard       | Sky          | a 11"    |
| 4    | Fabian Cancellara  | Trek         | s.t.     |
| 5    | Jasper Stuyven     | Trek         | s.t.     |
| 6    | Lars Boom          | Astana       | s.t.     |
| 7    | Tiesj Benoot       | Lotto-Soudal | s.t.     |
| 8    | Sep Vanmarcke      | Lotto NL     | s.t.     |
| 9    | Jempy Drucker      | BMC          | s.t.     |
| 10   | Daniel Oss         | BMC          | s.t.     |